# Zapote Bobal
Zapote Bobal est un site archéologique maya situé dans le Département du Petén, au Guatemala.

## Situation géographique
Zapote Bobal se trouve dans la réserve de biosphère Maya, à une trentaine de kilomètres au sud-ouest de Carmelita.

## Structures
Le site mesure 1 km de long pour 700 m de large. Sa pyramide la plus haute s'élevait à 35 m.